# Sexsomni
Sexsomni är en sömnstörning där den drabbade ägnar sig åt sexuell aktivitet i sömnen, antingen med sig själv eller med andra utan deras samtycke, d.v.s. sexuella övergrepp. I vissa fall har misstänkta våldtäktsmän friats genom att hävda att de sov medan de begick gärningen. Sexsomni kan, men behöver inte, inträffa i samband med andra sömnstörningar såsom sömngång, sömnapné och mardrömmar. Tillståndet kan utlösas av stress, sömnbrist eller ett överdrivet intag av alkohol eller andra droger. Det är oklart hur många som lider av så kallad sexsomni, men efter att det framkommit att tillståndet friar män anklagade för våldtäkt har antalet män med påstådd sexsomni ökat. Tillståndet påstås vara ärftligt och diagnostiseras genom att läkaren samlar in uppgifter och talar med den person som tros lida av sexsomni. Det finns inte särskilt mycket forskning om sexsomni, utan den forskning som utförs på området somnambulism främst är inriktad på vanligare former av sömnstörningar såsom sömnlöshet och sömnapné.

## Referenslista
1. ↑  ”Misstänkta våldtäktsmän skyller på att de sov - DN.SE” (på svenska). DN.SE. 2 november 2016. http://www.dn.se/nyheter/sverige/misstankta-valdtaktsman-skyller-pa-att-de-sov/. Läst 19 mars 2017.
2. ↑  ”Somnambulism. Om kunskapsläge, forskning och inhämtande av sakkunskap under förundersökning och rättegång.”. Arkiverad från originalet den 20 mars 2017. https://web.archive.org/web/20170320054106/https://www.aklagare.se/globalassets/dokument/rapporter/ovriga-rapporter/redovisning-av-ett-uppdrag-fran-riksaklagaren---om-somnambulism-och-sexsomni.pdf. Läst 19 mars 2017.